# Калинина, Вероника Алексеевна
Вероника Алексеевна Калинина (род. 19 января 1999, Чехов, Московская область) — российская спортсменка, выступающая в синхронном плавании, 5-кратная чемпионка мира.

## Карьера
Тренируется с СДЮСШОР Московской области (г. Чехов), тренеры - трёхкратная олимпийская чемпионка О.А. Брусникина и заслуженный тренер России Т.А. Гусакова.
На первых Европейских играх первенствовала в группе и в комбинации.
В 2017 году на чемпионате мира в Будапеште стала двукратной чемпионкой мира в группе.
На Олимпийских играх 2020 года в Токио была запасной в команде ОКР, в соревнованиях не участвовала и золотую медаль не получила (с Игр 2020 года медали запасным больше не вручаются).

## Образование
- Государственное бюджетное профессиональное образовательное учреждение Московской области "Училище (техникум)  Олимпийского резерва № 4" (г. Чехов)

## Награды и звания
- Заслуженный мастер спорта (ЗМС)